# Division 2 2001/02
Die Division 2 2001/02 war die 63. Austragung der zweithöchsten französischen Fußballliga und zugleich die letzte unter diesem Namen. Es handelte sich dabei um eine Liga ausschließlich mit Profimannschaften.
Gespielt wurde vom 28. Juli 2001 bis zum 3. Mai 2002. Zweitligameister wurde AC Ajaccio.

## Vereine
Teilnahmeberechtigt waren die 15 Vereine, die nach der vorangegangenen Spielzeit weder in die erste Division auf- noch in die dritte Liga (National) oder tiefer abgestiegen waren; dazu kamen zwei Erstligaabsteiger und drei Aufsteiger aus der National.
Somit spielten in dieser Saison folgende 20 Mannschaften um die Meisterschaft der Division 2: Absteiger Aufsteiger
- drei aus dem Norden (ES Wasquehal, Aufsteiger SC Amiens, AS Beauvais)
- eine aus dem Großraum Paris (US Créteil)
- vier aus dem Nordwesten (Le Havre AC, SM Caen, Stade Laval, Le Mans UC)
- drei aus dem Nordosten (AS Nancy, Absteiger Racing Strasbourg, FC Gueugnon)
- zwei aus dem Südwesten (LB Châteauroux, Chamois Niort)
- sechs aus dem Südosten (Absteiger AS Saint-Étienne, Aufsteiger Grenoble Foot, Olympique Nîmes, FC Martigues, Aufsteiger FC Istres-Ville Nouvelle, OGC Nizza)
- eine aus Korsika (AC Ajaccio)

Direkt aufstiegsberechtigt waren diesmal die vier erstplatzierten Klubs, weil die erste Liga ab 2002 auf zwanzig Mannschaften aufgestockt werden sollte. Die zwei schlechtestplatzierten Teilnehmer mussten absteigen und wurden durch vier Drittligaaufsteiger ersetzt.

## Saisonverlauf
Jede Mannschaft trug gegen jeden Gruppengegner ein Hin- und ein Rückspiel aus, einmal vor eigenem Publikum und einmal auswärts. Es galt die Drei-Punkte-Regel; bei Punktgleichheit gab die Tordifferenz den Ausschlag für die Platzierung.
Überraschenderweise holte sich keiner der beiden Erstligaabsteiger mit den klangvollen Namen die Zweitligameisterschaft, sondern der AC Ajaccio, der in den vorangegangenen drei Spielzeiten eher zu den „grauen Mäusen“ im Tabellenmittelfeld gehört hatte. Dahinter hatte sich ein Positionskampf zwischen Strasbourg, Nizza und Le Havre entwickelt, in den keine weitere Mannschaft einzugreifen vermochte. Frankreichs Rekordmeister aus Saint-Étienne schloss sogar nur im unteren Teil des Klassements ab, wobei selbst ein bescheidener Aufsteiger wie Amiens die Stéphanois noch hinter sich ließ. Angesichts der Tatsache, dass diesmal noch der 18. Platz für den Klassenerhalt ausreichte und sich mit Nîmes und Martigues die beiden Absteiger vergleichsweise frühzeitig herauskristallisiert hatten, verlief die Saison insgesamt eher spannungsarm, was sich auch in einer wieder einmal besonders hohen Zahl von unentschieden ausgegangenen Begegnungen äußerte.
In den 380 Begegnungen wurden 861 Treffer erzielt; das entspricht einem Mittelwert von knapp 2,3 Toren je Spiel. Erfolgreichster Torschütze und damit Gewinner der Liga-Torjägerkrone war Hamed Diallo vom Neuling aus Amiens mit 19 Treffern. Zur folgenden Spielzeit kamen mit dem FC Metz und dem FC Lorient zwei Absteiger aus der Division 1 hinzu; aus der dritthöchsten Liga stiegen vier Mannschaften auf: Clermont Foot Auvergne, Stade Reims, FC Toulouse sowie ASOA Valence. Außerdem wurden die erste und die zweite Division in Ligue 1 beziehungsweise Ligue 2 umbenannt.

## Abschlusstabelle
| Pl. | Verein                       | Sp. | S  | U  | N  | Tore    | Diff. | Punkte |
| --- | ---------------------------- | --- | -- | -- | -- | ------- | ----- | ------ |
| 1.  | AC Ajaccio                   | 38  | 20 | 12 | 6  | 047:250 | +22   | 72     |
| 2.  | Racing Strasbourg (A)        | 38  | 19 | 11 | 8  | 047:270 | +20   | 68     |
| 3.  | OGC Nizza (A)                | 38  | 20 | 6  | 12 | 056:400 | +16   | 66     |
| 4.  | Le Havre AC                  | 38  | 17 | 14 | 7  | 056:320 | +24   | 65     |
| 5.  | Le Mans UC                   | 38  | 16 | 10 | 12 | 048:410 | +7    | 58     |
| 6.  | SM Caen                      | 38  | 16 | 10 | 12 | 059:550 | +4    | 58     |
| 7.  | AS Beauvais                  | 38  | 13 | 18 | 7  | 037:250 | +12   | 57     |
| 8.  | LB Châteauroux               | 38  | 15 | 8  | 15 | 041:420 | −1    | 53     |
| 9.  | AS Nancy                     | 38  | 12 | 15 | 11 | 042:380 | +4    | 51     |
| 10. | Stade Laval                  | 38  | 14 | 8  | 16 | 050:560 | −6    | 50     |
| 11. | Chamois Niort                | 38  | 11 | 15 | 12 | 040:390 | +1    | 48     |
| 12. | SC Amiens (N)                | 38  | 11 | 14 | 13 | 046:500 | −4    | 47     |
| 13. | AS Saint-Étienne (A)         | 38  | 11 | 13 | 14 | 035:420 | −7    | 46     |
| 14. | FC Gueugnon                  | 38  | 9  | 17 | 12 | 042:490 | −7    | 44     |
| 15. | ES Wasquehal                 | 38  | 11 | 10 | 17 | 043:550 | −12   | 43     |
| 16. | Grenoble Foot (N)            | 38  | 10 | 12 | 16 | 038:550 | −17   | 42     |
| 17. | FC Istres-Ville Nouvelle (N) | 38  | 8  | 17 | 13 | 034:430 | −9    | 41     |
| 18. | US Créteil                   | 38  | 9  | 14 | 15 | 035:460 | −11   | 41     |
| 19. | Olympique Nîmes              | 38  | 5  | 17 | 16 | 033:480 | −15   | 32     |
| 20. | FC Martigues                 | 38  | 7  | 11 | 20 | 032:530 | −21   | 32     |

Platzierungskriterien: 1. Punkte – 2. Tordifferenz – 3. geschossene Tore

| (A) | Absteiger aus der Division 1 2000/01 |
| (N) | Neuaufsteiger                        |